# Robert Palm
Robert Palm  (* 6. Mai 1901 in Klinkum, Kreis Erkelenz; † unbek.) war ein deutscher politischer Funktionär (NSDAP) und SA-Führer, zuletzt im Rang eines SA-Brigadeführers. Er war Abgeordneter im Preußischen Landtag.
Der Diplom-Landwirt trat zum 1. Dezember 1928 der NSDAP bei (Mitgliedsnummer 105.997) und saß von 1932 bis 1933 in der vierten Wahlperiode als Abgeordneter im Preußischen Landtag. Er wurde im Wahlkreis 20 (Köln-Aachen) gewählt.
Für das Jahr 1932 ist Palm als Führer der SA-Standarte 16 nachweisbar. Den Höhepunkt seiner SA-Karriere erreichte er mit der Beförderung zum SA-Brigadeführer mit Wirkung zum 1. Juli 1933.